# استادان رقص
استادان رقص (انگلیسی: The Dancing Masters) یک فیلم کمدی آمریکایی به کارگردانی مالکوم سنت کلیر و هنرنمایی لورل و هاردی است که در سال ۱۹۴۳ منتشر شد.

## بازیگران
- استن لورل
- اولیور هاردی
- ترودی مارشال
- باب بیلی
- دافنی پولارد
- مارگارت دومانت
- آلن لین
- اموری پارنل
- هانک مان
- رابرت میچام
- ادوارد اِرل
- بروکس بندیکت